# Eryngium campestre

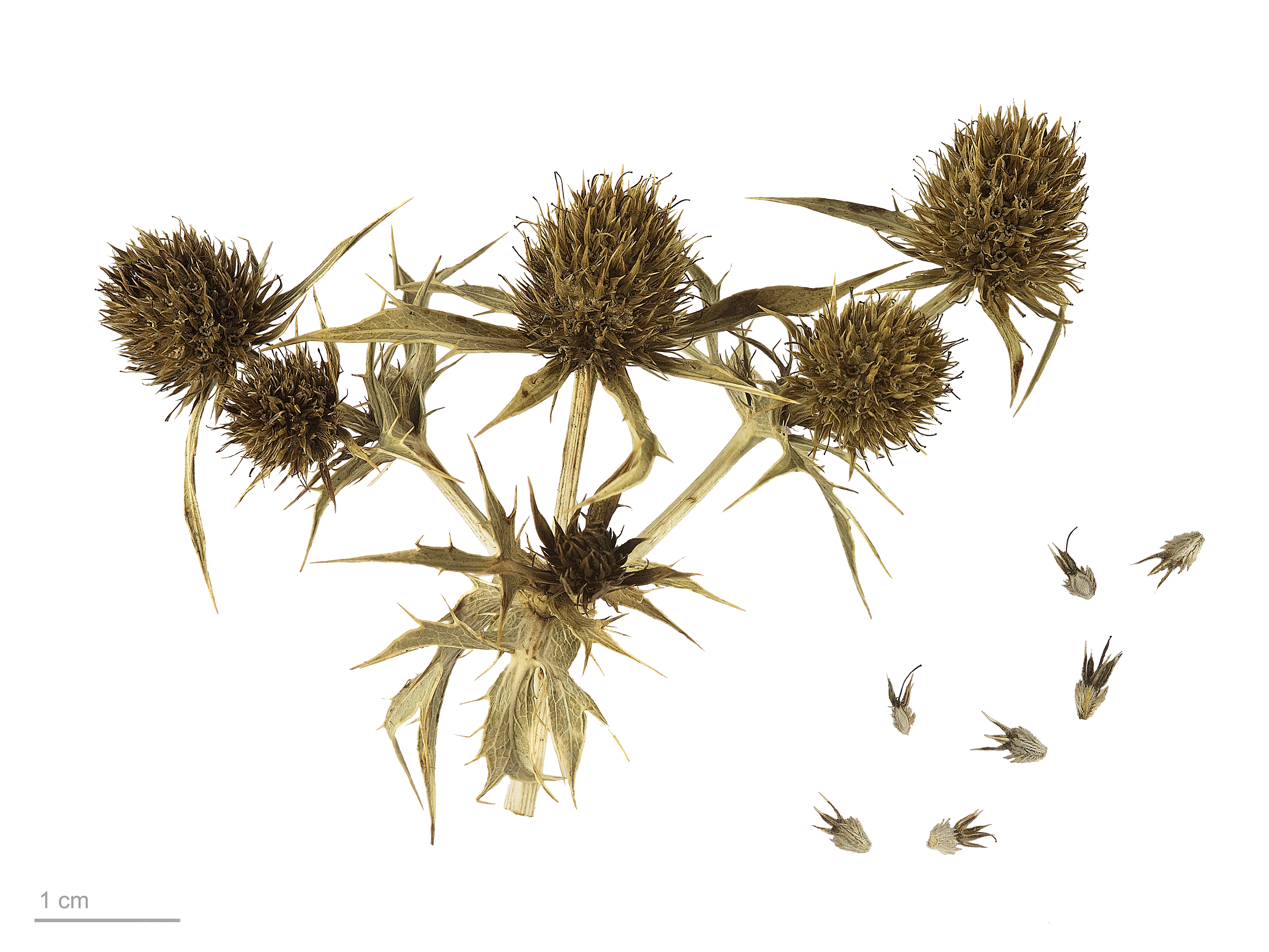
Eryngium campestre - MHNT

Eryngium campestre, cunoscut și sub numele de scaiul dracului, este o specie de Scai, cu utilizări preponderent medicinale. Ca fiind un membru al familiei Apiaceae, scaiul dracului este o plantă fără păr, spinoasă și perenă. Frunzele sunt dure și rigide, de culoare alb-verde. Frunzele de la bază sunt lungi, penate și spinoase.
Din frunzele acestei plante se hrănește Euleia heraclei.

## Sezonul de înflorire
Iulie–Septembrie

## Distribuție
În principal în Europa Centrală și de sud și la nord de Germania și Olanda, dar rar și în Insulele Britanice.

## Utilizare
Utilizată în medicina cu plante ca o infuzie pentru a trata tusea, tusea convulsivă și infecții urinare. Rădăcinile erau confiate ca dulciuri sau fierte și prăjite, ca o legumă. Elemente active: uleiuri esențiale, saponine, taninuri.

## Link-uri externe

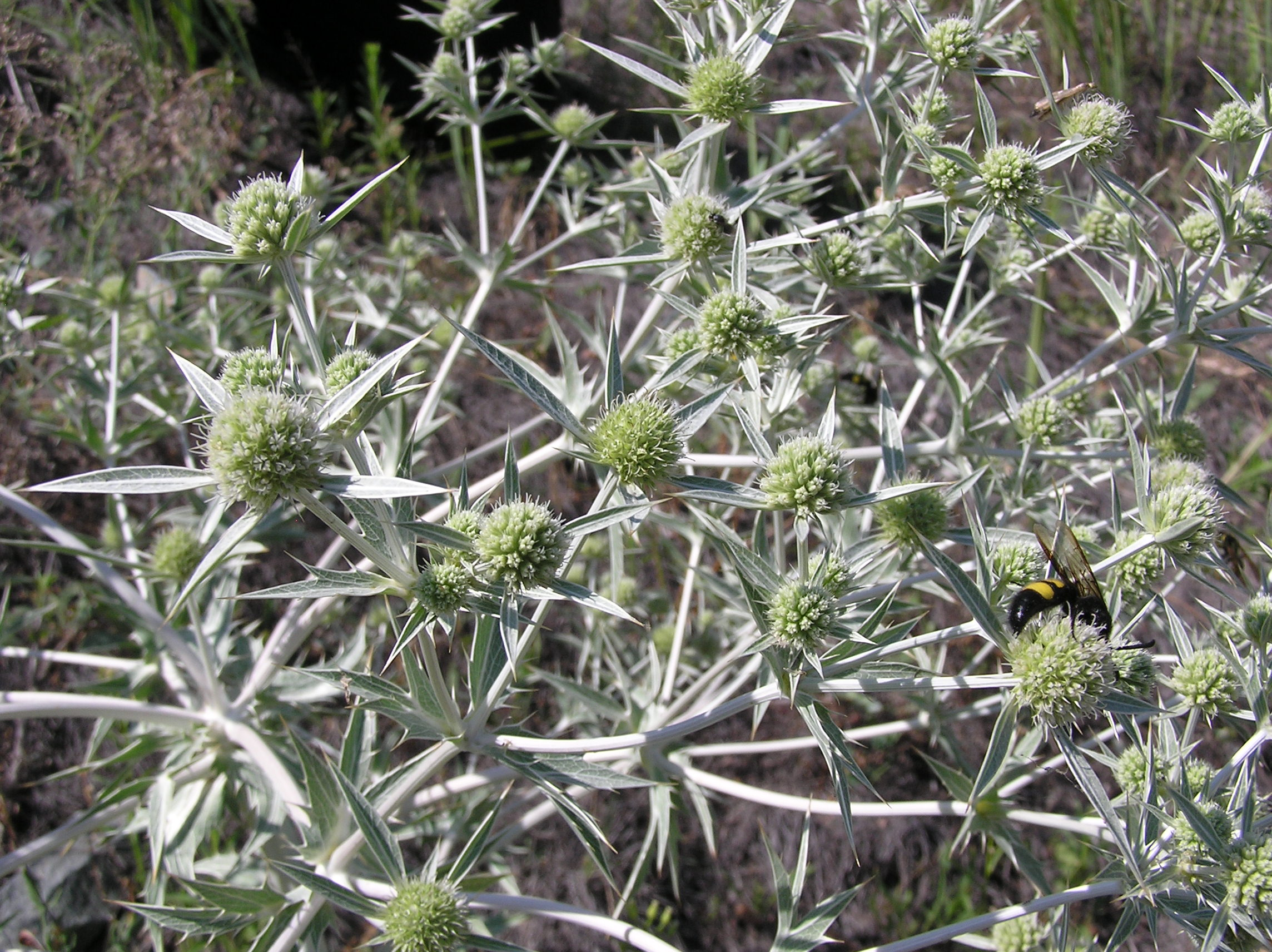
Erygium campestre în Rusia, în apropiere de Saratov

- Plante Pentru Un Viitor: Eryngium campestre
- USDA Plante: Eryngium campestre
- Planta de Profil ale Societății Botanice din marea Britanie și Irlanda: Eryngium campestre Arhivat în 8 iulie 2009, la Archive.is
- Harta distribuției de Eryngium campestre continental în Franța (Telebotanica)